# 1679 w polityce

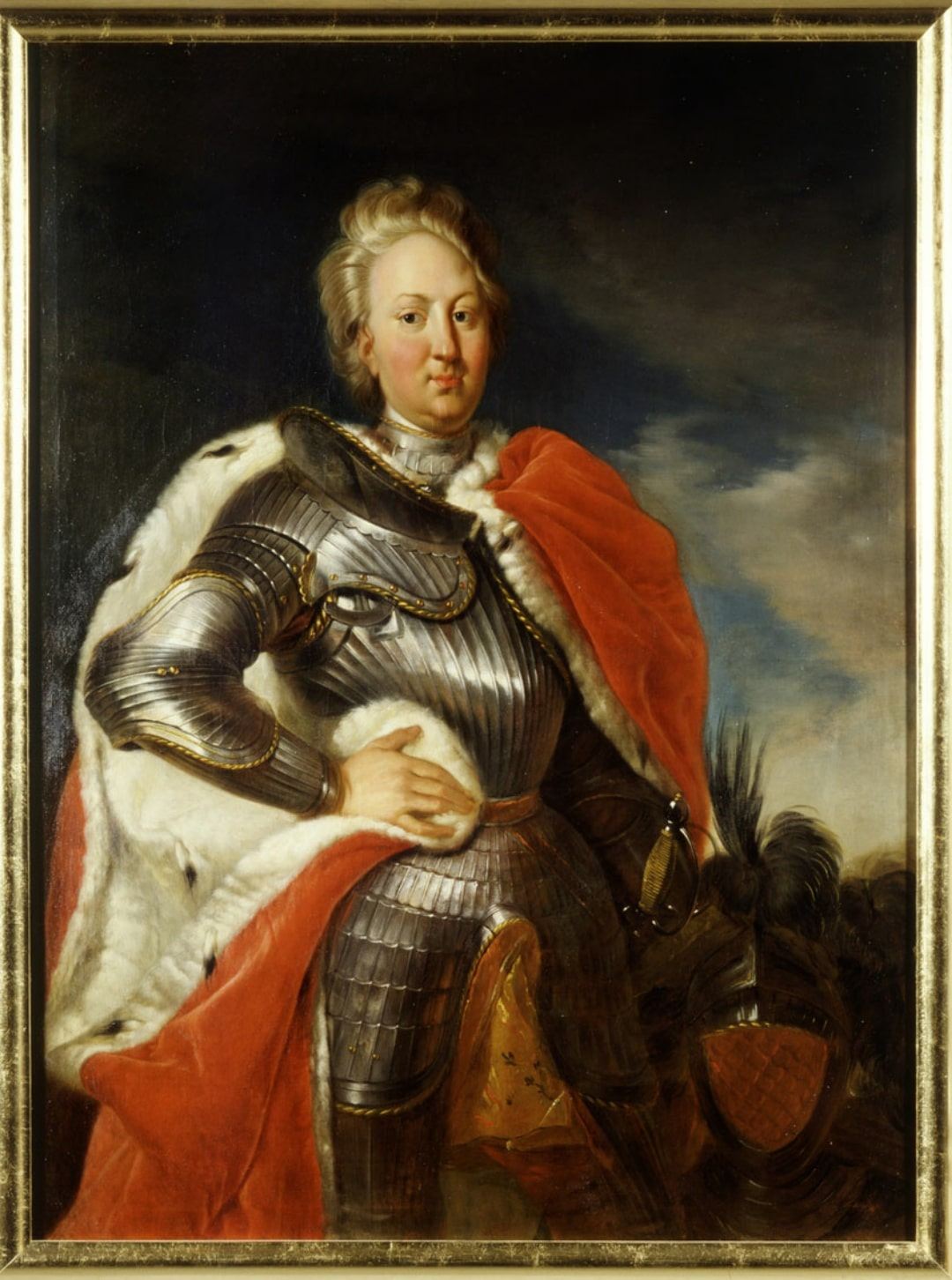
Karol III Wilhelm Badeński

Wydarzenia polityczne w 1679 roku.

## Wydarzenia
- 27 maja – uchwalenie ustawy Habeas Corpus Act.
- 22 czerwca – Bitwa przy moście Bothwell Bridge.

## Urodzili  się
- 17 stycznia Karol III Wilhelm, margrabia Badenii-Durlach[1].

## Zmarli
- 16 marca – John Leverett, gubernator Massachusetts Bay Colony.
- 20 czerwca Wilhelm Harcourt, angielski męczennik katolicki[2].